# Area 28 fontane

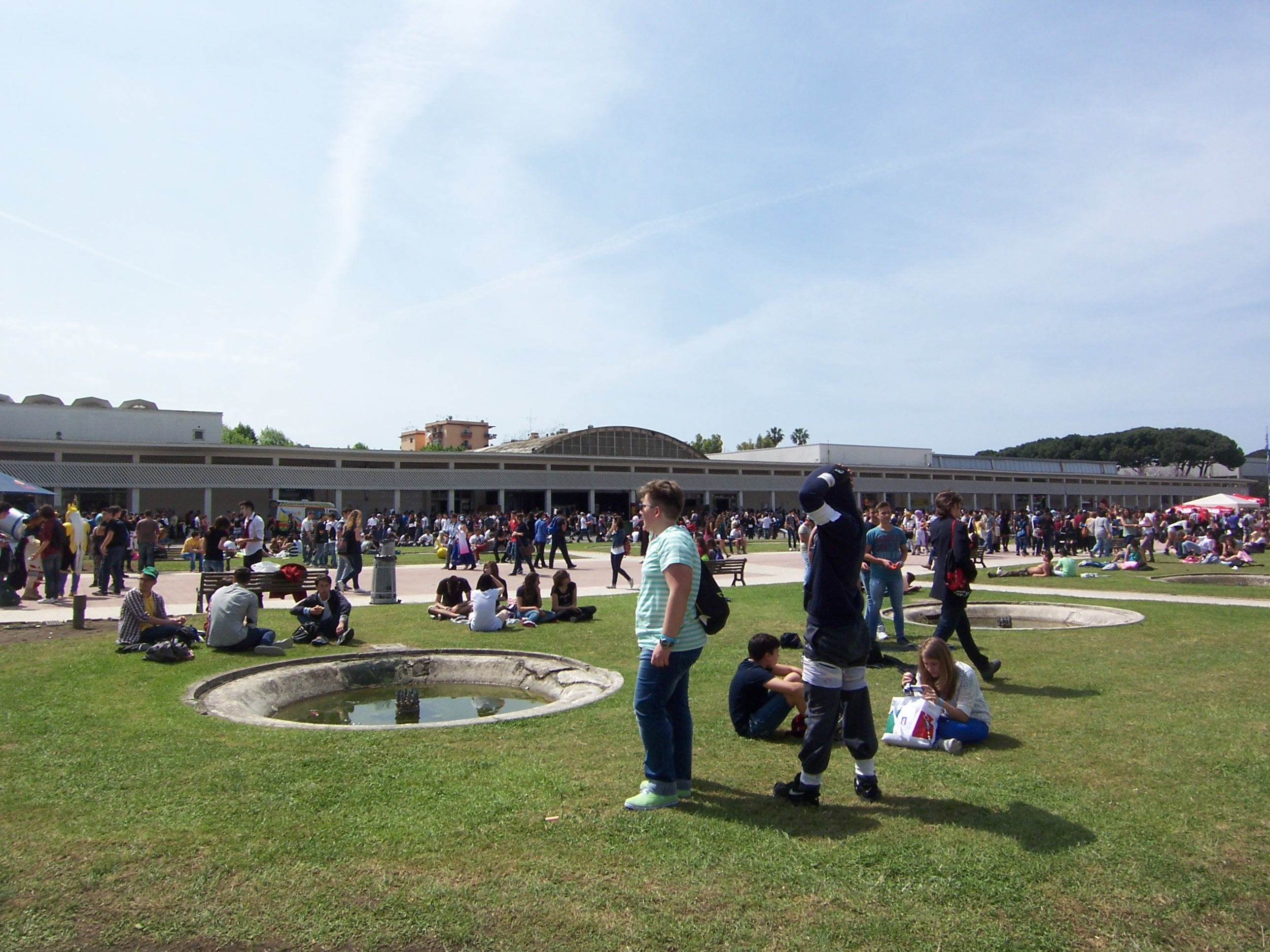
Alcune delle fontane circolari che formano lo scenografico vialone "a cono"

L'Area 28 fontane è una zona della Mostra d'Oltremare di Napoli, sita nel quartiere di Fuorigrotta.
L'intera area rappresenta, nell'insieme, un disegno planimetrico alquanto singolare. Essa è composta dai tappeti erbosi di "lolium perenne" caratterizzati dalla successione di 28 fontane ornamentali con "getto a ciuffo" e a forma circolare.
Tale area fu concepita da Luigi Piccinato e aveva la funzione di ingannare, otticamente, la prospettiva reale del complesso (in particolare quella inerente al Palazzo dell'Arte e il Teatro Mediterraneo). Ad esempio, il viale centrale risulta via via più ristretto, assumendo una forma a cono.